# Битка код Санита ел Кваба
Битка код Санита ала Кваба (арапски: معركة ثنية العقاب‎) вођена је 634. н. е између Рашидунског калифата предвођеног Халидом ибн Валидом против Византијског царства. Снаге калифата намеравале су да изолују град Дамаск од остатка подручја. Халид је разместио своје одреде на југу на путу за Палестину и на северу напуту који је повезвао Дамаск и Емесу, и још неколико мањих одреда на путу који је директно ишао према Дамаску.Ираклијева појачања су била пресретнута и преусмерене код Ел-Кваб пролаза.